# Казимир, Иван Максимович
Казимир Иван Максимович (1911, Шолохово, Екатеринославская губерния — 24 мая 1974, Кривой Рог, Днепропетровская область) — советский военный, гвардии старшина, командир батареи 76 мм пушек, 240-й гвардейский стрелковый полк, 74-я гвардейская стрелковая дивизия, 8-я гвардейская армия, 1-й Белорусский фронт. Полный кавалер ордена Славы.

## Биография
Родился в 1911 году в селе Шолохово (ныне — Никопольский район Днепропетровской области) в семье крестьянина. Украинец. Образование четыре класса. Трудился в колхозе. Член ВКП(б) с 1944 года. Жил в Кривом Роге.

### Годы войны
В Красной армии с июня 1941 года, призван по мобилизации Апостоловским РВК. На фронте с августа 1941 года. Контужен 15 октября 1942 года, ранен 5 июня 1944 года.
В годы войны был командиром отделения 1120-го стрелкового полка 333-й стрелковой дивизии, наводчиком орудия 140-го стрелкового полка 74-й стрелковой дивизии.

#### Орден Славы 3-й степени
Свой первый орден получил в боях за Вислу. Так, 10 августа 1944 года, гвардии рядовой, наводчик 76-мм пушки 240-го гвардейского стрелкового полка (74-я гвардейская стрелковая дивизия, 8-я гвардейская армия, 1-й Белорусский фронт) в бою возле населённого пункта Качинец, что в 9 км западнее города Магнушев (Польша), в составе расчёта точным огнём разбил наблюдательный пункт противника, автомобиль с боеприпасами, подавил орудие, истребил до 20 гитлеровцев. При расширении плацдарма на левом берегу реки Висла (западнее Магнушева) подавил три пулемётные точки, разбил два блиндажа. 12 августа 1944 года, при отражении контратаки у польского хутора Закшев, с бойцами расчёта истребил до взвода живой силы.
Приказом командира 74-й гвардейской стрелковой дивизии от 21 августа 1944 года награждён орденом Славы 3-й степени.

«Тов. Казимир в борьбе с немецко-фашистскими захватчиками на Украине и в Польше проявил стойкость, мужество и способность умело уничтожать врага. В боях по прорыву укрепленной линии обороны в районе г. Мацею он огнём своего орудия разбил важный наблюдательный пункт, автомашину с боеприпасами, подавил огонь пушки противника, мешавшей продвижению нашей пехоты, перебил до 20 гитлеровцев. В боях по расширению плацдарма на левом берегу Вислы орудие, где наводчиком тов. Казимир постоянно находится в боевых порядках пехоты. Здесь было разбито три пулемётных точки, крупнокалиберный пулемёт и два блиндажа. 10.08.1944 г. при отражении контратаки немцев в районе хут. Закшев огнём из пушки было истреблено до 30 гитлеровцев»— Из характеристики Ивана Казимира командира полка в представлении на орден

#### Орден Славы 2-й степени
Второй орден он получил за бои на подступах к Познани. 23 февраля 1945 года в уличных боях в городе Познань (Польша) гвардии старший сержант Иван Казимир подавил пять противотанковых пушек, несколько пулемётных точек, поразил более 20 гитлеровцев. Ивану Максимовичу пришлось самому заряжать пушку, наводить и стрелять — все бойцы погибли. Он уже уничтожил вражеские дзоты, когда появились два танка. Иван уничтожил и их, причём последний — уже гранатой.

«В ожесточённых уличных боях по уничтожению окружённой в г. Познань группировки немцев, в боях по расширению плацдарма на левом берегу реки Одер южнее Кюстрина тов. Казимир проявил исключительную стойкость, мужество и умение истреблять врага. В составе расчёта он продвигал своё орудие в первых рядах наступающих стрелков, расчищая им путь. В этих боях метким огнём своего орудия он разбил пять противотанковых пушек, уничтожил 13 пулемётных точек и истребил до 40 немецко-фашистских солдат и офицеров. В напряжённый период боя, захватив у немцев исправную пушку, тов. Казимир открыл из неё огонь по засевшим в зданиях гитлеровцам, чем облегчил освобождение крупного квартала города. На левом берегу реки Одер отважный артиллерист огнём из снайперской винтовки истребил пять гитлеровских солдат»— Заслуги Казимира в изложении командира полка подполковника Шишкина. 6.03.1945.
Командир, подполковник Шишкин, считал, что нужно награждать орденом Красной Звезды, но командующий 8-й гвардейской армией приказом от 15 мая 1945 года наградил Казимира орденом Славы 2-й степени за отвагу проявленную в боях, за мужественный поединок с вражескими танками. Ему было присвоено воинское звание старшего сержанта.
Весной 1945 года Ивана Максимовича назначают старшиной батареи.

#### Орден Славы 1-й степени
17 апреля 1945 года старшина батареи 76-мм пушек гвардии старшина Казимир в боях на окраине населённого пункта Фридерсдорф, что в 22 км западнее города Франкфурт-на-Одере (Германия), проявляя самоотверженность, бесперебойно снабжал батарею боеприпасами. 18 апреля 1945 года взял на себя командование батареей вместо тяжело раненого командира орудия и с бойцами расчёта уничтожил 2 противотанковых пушки и значительное число автоматчиков.
Указом Президиума Верховного Совета СССР от 15 мая 1946 года за отвагу и мужество при штурме Берлина старший сержант Иван Казимир награждён орденом Славы 1-й степени.

«Тов. Казимир Иван Максимович в боях по прорыву обороны немцев на левом берегу реки Одер юго-западнее г. Кистжинь и в упорных боях на окраине Берлина проявил мужество, отвагу и самоотверженность. В этих боях, рискуя жизнью в любой обстановке, он бесперебойно снабжал батарею боеприпасами и горячей пищей.
В бою 17 апреля ввиду невозможности подвезти боеприпасы на батарею, тов. Казимир под сильным миномётно-пулемётным огнём противника перенёс на себе девять ящиков снарядов на расстояние 300 м. К концу дня противник перешёл в контратаку, был ранен командир орудия. Тов. Казимир принял командование на себя и в составе расчёта уничтожил две противотанковые пушки немцев, до 50 гитлеровцев. Контратака немцев была отбита»— Из наградного листа. Командир полка подполковник Шишкин

### Послевоенные годы
В ноябре 1945 года демобилизован. После войны жил в железнодорожном посёлке Кривого Рога. По специальности строитель. Работал на стройках Кривого Рога. Работал на заводе «Криворожсталь». Заведовал магазином в системе ОРСа завода «Криворожсталь». 
Умер 24 мая 1974 года в Кривом Роге, где и похоронен.

## Награды
- 1944, 21 августа — Орден Славы 3-й степени[1];
- 1945, 15 мая — Орден Славы 2-й степени[2];
- 1946, 15 мая — Орден Славы 1-й степени;
- медали.